# Ceroptres
Ceroptres is een geslacht van vliesvleugelige insecten van de familie Echte galwespen (Cynipidae).

## Soorten
- C. cerri Mayr, 1873
- C. clavicornis Hartig, 1840